# Ahrenbach (Hennef)
Ahrenbach ist ein Ortsteil der Stadt Hennef (Sieg) im Rhein-Sieg-Kreis in Nordrhein-Westfalen.

## Lage
Der Weiler liegt in einer Höhe von 140 Metern über N. N. auf den Hängen des Westerwaldes, aber noch im Naturpark Bergisches Land, in der Gemarkung Süchterscheid. Nachbarorte sind im Südosten Süchterscheid, der Weiler Beiert im Westen und die Stadt Blankenberg im Nordwesten.

## Geschichte
Nach einer Statistik aus dem Jahr 1885 lebten damals in Ahrenbach 25 Einwohner in fünf Häusern.
1910 gab es in Ahrenbach die Haushalte der Ackerer Wilhelm Jost und Peter Zimmermann.
Bis zum 1. August 1969 gehörte die Ortschaft Ahrenbach zur Gemeinde Uckerath. Im Rahmen der kommunalen Neugliederung des Raumes Bonn wurde Uckerath, damit auch der Ort Ahrenbach, der damals neuen amtsfreien Gemeinde „Hennef (Sieg)“ zugeordnet.

## Baudenkmäler
Als Baudenkmal unter Denkmalschutz steht in Ahrenbach ein Fachwerkhaus (Ahrenbach 2).

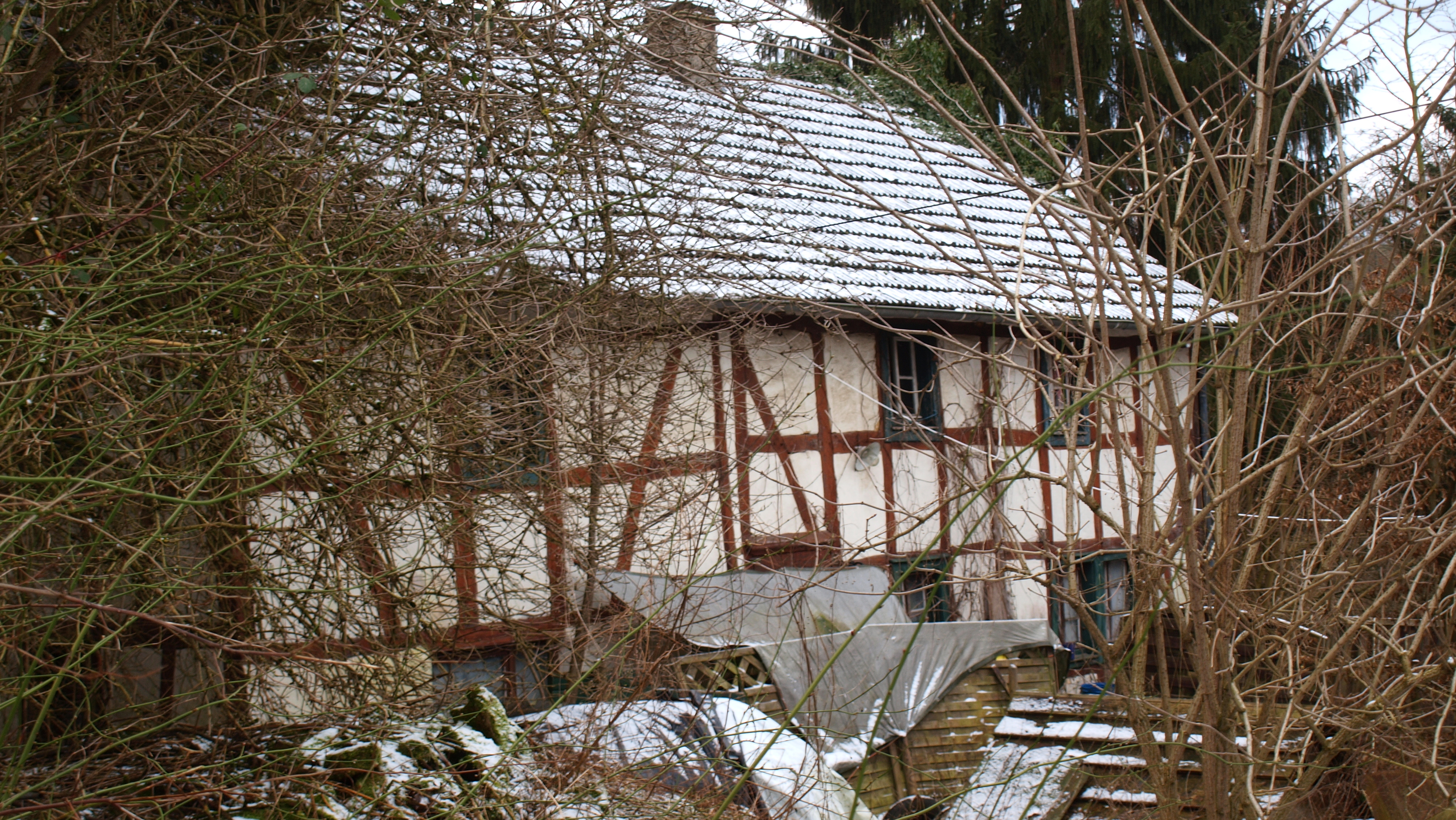
Fachwerkhaus Ahrenbach 2 (2015)